# L'Étudiant (film, 2012)
Pour les articles homonymes, voir L'Étudiant.
Pour plus de détails, voir Fiche technique et Distribution.
L'Étudiant (kazakh : Студент, Student) est un film kazakh de Darezhan Omirbaev sorti en 2012. Il est une adaptation du roman Crime et Châtiment de l'écrivain russe Fiodor Dostoïevski.
Présenté dans le cadre de la sélection Un certain regard du festival de Cannes 2012, il a été projeté pour la première fois le 17 mai.

## Fiche technique
- Titre : L'Étudiant
- Titre original : Студент (Student)
- Réalisation : Darezhan Omirbaev d'après le roman Crime et Châtiment et Fiodor Dostoïevski
- Scénario : Darezhan Omirbaev
- Musique : Bauyrzhan Kuanyshev
- Photographie : Boris Troshev
- Production : Limara Zjeksembajeva
- Société de production : Kazakhfilm Studios
- Société de distribution : Les Acacias (France)
- Pays :  Kazakhstan
- Genre : Drame
- Durée : 90 minutes
- Dates de sortie : 
  -  France : 17 mai 2012 (festival de Cannes), 5 mars 2014

## Distribution
- Nurlan Bajtasov : l'étudiant
- Edige Bolysbaev : l'écrivain
- Darezhan Omirbaev : Nariman Turebaev
- Asel Sagatova : l'actrice
- Arushan Sain : la maître de conférence